# Vespeiro-europeu

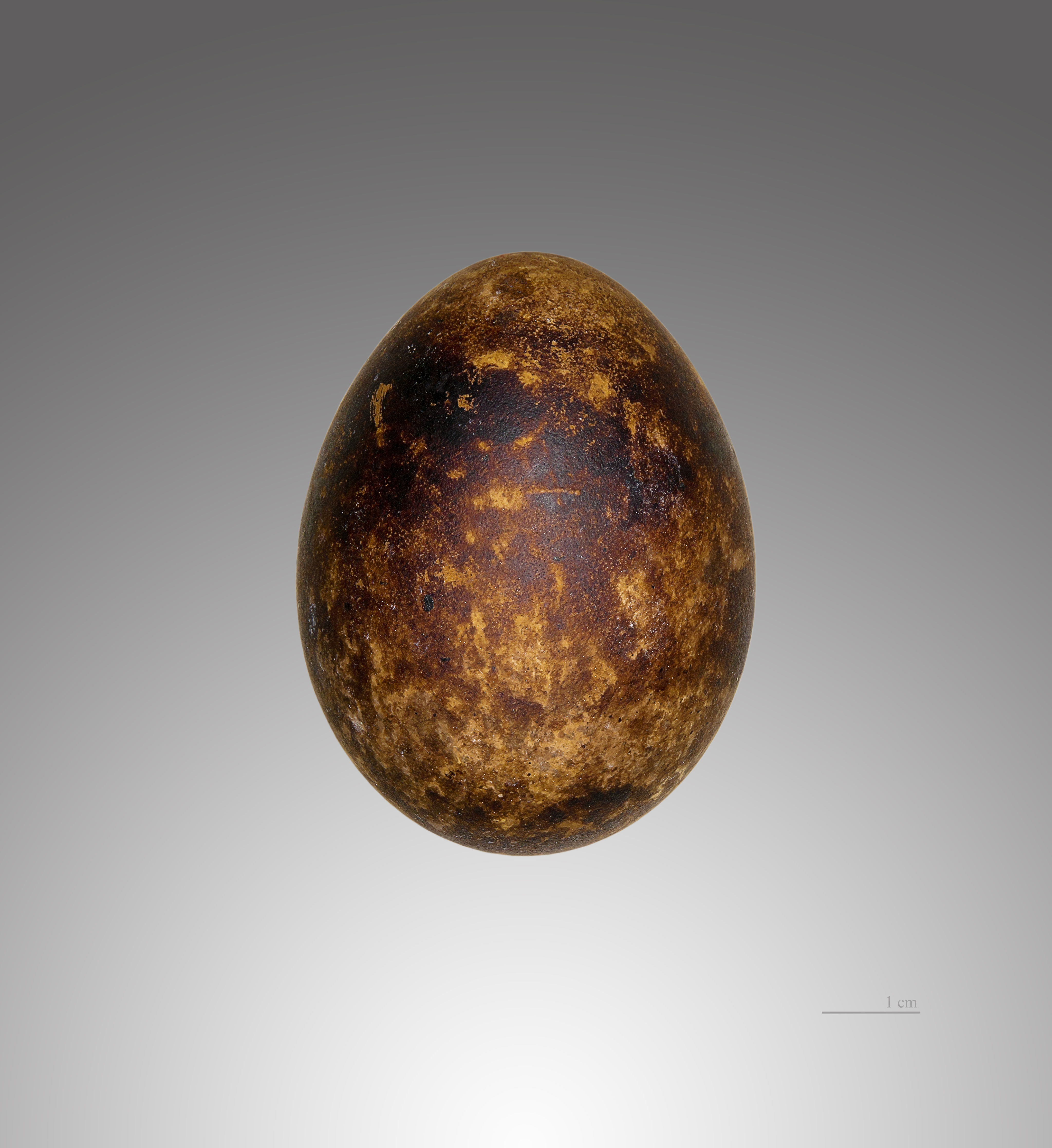
Pernis apivorus - MHNT

O vespeiro-europeu ou bútio-vespeiro (Pernis apivorus) é uma ave pertencente à família Accipitridae.

## Subespécies
A espécie é monotípica (não são reconhecidas subespécies).